# Kultura el-Omari
Kultura el-Omari je kultura, která se rozvinula v okolí Wádí Hóf-Heluánu v Dolním Egyptě v období 4 600 – 4 250 př. n. l. Nazvána byla podle svého objevitele a časově se překrývá s mladší fází merimdské kultury, kterou také pravděpodobně ovlivnila.

## Keramika a další výrobky
Keramika je jednoduchých tvarů a vždy obsahuje organické příměsi. Mnoho nádob má hlazený a červený povrch. Kamenné výrobky jsou podobné výrobkům v Merimdské kultuře.

## Hospodářství
Zdrojem potravy bylo zemědělství a chov ovcí, koz, skotu a prasat. Zvlášť důležitý byl rybolov. Naopak nebyly nalezeny pozůstatky po lovu pouštních zvířat.

## Následující kultura
Z kultury el-Omari, Fajjúmské kultury a Merimdské kultury vznikla pravděpodobně kultura Maadí. Tato kultura byla ovlivněna též kulturami Předního východu a později kulturou Nakáda I.